# Wirginia Medycejska
Virginia de’ Medici (ur. 29 maja 1568 we Florencji, zm. 15 stycznia 1615 w Modenie) – księżniczka Toskanii i poprzez małżeństwo księżna Modeny i Reggio, w latach 1597–1598 również księżna Ferrary.
Urodziła się jako nieślubna córka wielka księcia Toskanii Kosmy I i Camilli Martelli. 29 marca 1570 jej rodzice wzięli morganatyczny ślub.
6 lutego 1586 poślubiła Cezara d’Este – przyszłego księcia Modeny, Reggio i Ferrary (w 1598 ród d’Este utracił ostatnie z nich). Para miała dziesięcioro dzieci:
- Giulię (1588–1645),
- Alfonsa III (1591–1644), kolejnego księcia Modeny i Reggio,
- Luigiego (1593/1594–1664), pana Montecchio – Scandiano,
- Laurę (1594–1630),
- Caterinę (1595–1618),
- Ippolita (1599–1647),
- Niccola (1601–1640),
- Borsa (1605–1657),
- Foresta (1606–1639/1640),
- Angelę Caterinę (1608-1651), zakonnicę.